# حزب الشعب الباكستاني
حزب الشعب الباكستاني هو حزب سياسي علماني ديمقراطي اشتراكي يساري وسطي في باكستان.
أسس الحزب في عام 1967 بتكاتف عدد من القادة اليساريين البارزين في البلاد ضد الدكتاتورية العسكرية للرئيس أيوب خان، بقيادة ذو الفقار علي بوتو. يعتبر حزب الشعب الباكستاني الآن ثالث أكبر حزب في الجمعية الوطنية الباكستانية، ينتمي إلى الاشتراكية الدولية. تشمل أولويات الحزب المعلنة تحويل باكستان إلى دولة ديمقراطية إجتماعية، وتعزيز القيم العلمانية والمساواة، وإقامة العدالة الاجتماعية وحماية الأمن القومي.
منذ عام 1967، عندما أسس الحزب، من قبل القوة السياسية اليسارية والاشتراكية الرئيسية المؤثرة في باكستان، هيمن على قيادة الحزب أعضاء عائلة بوتو.
يقع مقر الحزب في مقاطعة السند الجنوبية.
في الأعوام 1970 و1977 و1988 و1993 و2008 تم اختيار حزب الشعب الباكستاني لتوليه السلطة، بينما أعلن عن نفسه أنه حزب معارض في الأعوام 1990 و1997 و2002 و2013.
منذ سبعينيات القرن الماضي، سيطر حزب الشعب الباكستاني على سياسة باكستان، وعانى الحزب من تدهور لفترة مؤقتة أثناء الدكتاتورية العسكرية لضياء الحق. في عام 1988، تم إعادة تأسيس الديمقراطية، بعد وفاة ضياء الحق، وتدهور نظام حزب الشعب الباكستاني ونظام حزب الاتحاد الإسلامي الجمهوري، فيما بعد خلف حزب الاتحاد الإسلامي الجمهوري الرابطة الإسلامية الباكستانية.
يعتبر حزب الشعب الباكستاني هو الحزب السياسي الأكثر نفوذا في باكستان.
في عام 2013، اعترف حزب الشعب الباكستاني بهزيمته في الانتخابات، حيث أن أدائه كان سيئا للغاية في البنجاب وخسر معظم البنك الانتخابي لصالح الحزب الباكستاني لتحريك ولإنصاف الوسطي، رغما بأنه احتفظ بحكومته الإقليمية في السند. في انتخابات عام 2018، لأول مرة في تاريخ الحزب، لم يتمكن الحزب من تشكيل الحكومة ولم يظهر كأكبر حزب في المعارضة.

## التأسيس والتاريخ
في 30 نوفمبر و1 ديسمبر عام 1967، تم إطلاق حزب الشعب الباكستاني، في المؤتمر التأسيسي الذي عقد في لاهور، وتم تعيين  ذو الفقار علي بوتو رئيسا للحزب. أعلن الحزب عن أهدافه الرئيسية وهي إقامة ديمقراطية قائمة على المساواة وتطبيق الأفكار الاشتراكية لتحقيق العدالة الاقتصادية والاجتماعية. كان هدف الحزب الأكثر أهمية هو النضال ضد دكتاتورية أيوب خان، الذي كان في عز قوته عندما تم تشكيل حزب الشعب الباكستاني.

## بدايات الجناح اليساري
في سبعينيات القرن الماضي، ارتفعت الطبقة الرأسمالية الإجتماعية على حساب الطبقة الدنيا بسبب سياسات أيوب خان. شهدت هذه الفترة معاناة أعداد كبيرة من الفقر وعدم المساواة في الأجور. في أبريل عام 1968، أبلغ كبير الاقتصاديين في لجنة التخطيط في ذلك الوقت، الدكتور محبوب الحق بسيطرة 22 أسرة فقط على 66% من الصناعات وامتلاكهم 87% من أسهم قطاع البنوك والتأمين في باكستان.
في عام 1965، انهار الاقتصاد، وانخفض نمو الاستثمار في باكستان بنسبة 20% بسبب الحرب الهندية الباكستانية. بسبب خطط الجيش الباكستاني الخاطئه، خسرت باكستان هذه الحرب، لكن أعلن للشعب انها انتصرت.
تحت تأثير الاتحاد السوفيتي، وقعت الهند وباكستان على إعلان طشقند في أوزبكستان، صدم الشعب الباكستاني من هذا الإعلان، فقد كان الشعب يتوقع شيئا مختلف، لأن التصور العام ساد في باكستان بأنهم سيفوزون في الحرب.
دافع أيوب خان بشدة عن الإعلان ووصفه بأنه في مصلحة الناس. أدى ذلك إلى مواجهة كبيرة بين أيوب خان ووزير الخارجية ذو الفقار علي بوتو انتهت باستقالة ذو الفقار. اتهم أيوب على طاولة المفاوضات أنه السبب في خسارة الحرب وقررت أحزاب المعارضة الاحتجاج على الإعلان، لكن الدولة لجأت إلى فرض حظر على التجمعات العامة واعتقلت النشطاء.
زادت استقالة بوتو من غضب وفزع الجمهور والاشتراكيين الديمقراطيين. في 5 فبراير 1966، أعلن مجيب الرحمن علنا برنامجه للحكم الذاتي الإقليمي في مؤتمر صحفي.
شهدت الجماعات اليسارية بموقف بوتو ضد نظام أيوب، اندفع بوتو للبحث عن إيجاد منصب لنفسه في حزب عوامي الوطني. عندما لم يرى بوتو مكانا له في الحزب، قرر أن يؤسس حزبه.
في 30 نوفمبر 1967، عقد مؤتمر في لاهور، حيث اجتمع فيه جميع الاشتراكيون الديمقراطيون والمثقفون اليساريون للقاء بوتو في مقر إقامة الدكتور مبشر حسن، وتم تشكيل حزب الشعب الباكستاني. انتخب أعضاء الحزب المشكل حديثا بوتو كأول رئيس للحزب، وشعاره كان الإسلام ديننا، الديمقراطية هي سياستنا، الاشتراكية هي اقتصادنا، والسلطة تكمن في الشعب، كتب هذا الشعار على يد الشيوعي البنغالي ج. أ. رحيم، صدر الشعار لأول مرة في 9 ديسمبر 1967.
الهدف الرئيسي للحزب هو إنشاء مجتمع لا طبقي وإنشاء برنامج اشتراكي واضح. وأوضحت وثيقة الحزب أن الاشتراكية فقط التي تخلق فرصا متساوية للجميع، وتحمي الناس من الاستغلال، وتزيل حواجز التمييز الطبقي، وهي القادرة على إقامة العدالة الاقتصادية والاجتماعية. عرف بوتو الاشتراكية على أنها أسمى تعبير عن الديمقراطية والطريق الوحيد لتحقيقها.
على الرغم من أن حزب الشعب الباكستاني عرف على أنه حزب اشتراكي، لكن كان للحزب ثلاثة معسكرات أيديولوجية رئيسية بداخلة، وهم الماركسيون والاشتراكيون الإسلاميون والنخبة الحاكمة.
في عام 1968، عندما كان أيوب خان يحتفل بـعقد التنمية، اندلعت المظاهرات في جميع أنحاء البلاد. في نفس العام، اندلعت حركة الطلاب العفوية في البلاد بسبب البطالة والصعوبات الاقتصادية التي شهدت بداية عام 1968. في الوقت نفسه، ظهرت خلافات أيديولوجية داخل خطة العمل الوطنية، مما أدى إلى انقسام كبير بين الفصيل الموالي للسوفييت والموالي للصين.
اقترح الفصيل الموالي للسوفييت بقيادة والي خان تبني مسار ديمقراطي في حين رفض الفصيل الموالي للصين بقيادة مولانا بهشاني ودافع عن ثورة الفلاحين للإطاحة بالنظام، أدى هذا الانقسام إلى فراغ في قيادة البلاد، فقام بوتو بملء هذا الفراغ بشكل فعال. لعبت هذه القطاعات اليسارية دور الأحزاب وتلاعبت أيضا بالتغيير الديموقراطي، لكن تغلبت عليهم العاصفة.
كان ذو الفقار علي بوتو أكثر ذكاء في استشعاره لمزاج الحركة الجماهيرية، وشرع في الحاجة إلى الاشتراكية وغيرها من الشعارات الراديكالية. نجح برنامج الشراكة بين القطاعين العام والخاص في جذب مزاج الجماهير وتطلعاتهم ومشاعرهم، في وقت قصير جدا، أصبح حزب الشعب الباكستاني هو أكبر حزب جماهيري في تاريخ باكستان. كان النشطاء والكوادر الأوائل الذين منحوا حزب الشعب الباكستاني مكانة من مختلف الجماعات الموالية ونشطاء يساريين متناثرين آخرين. أصيبت هذه الجماعات بخيبة أمل وإحباط من القيادة الستالينية التقليدية لليسار.
في عام 1968، أطلق الحزب برنامج علاقات عامة ضخم بدأ في البنجاب. استهدف برنامج بوتو الجماهير الفقيرة بشكل مباشر في البلاد. أثبت الشعار اليساري، أن الأرض لمن لا يملكون أرضا، ولا يمنع عمل الفلاحين ولا القوى العاملة، ووعد الحزب بإلغاء الإقطاع الأساسي الذي ابتليت به البلاد، وإعادة توزيع الأراضي بين من لا يملكون أرضا من الفلاحين. توافدت الطبقة العاملة والحركة العمالية على الحزب سريعا، معتقدين أنه حزب مكرس لتدمير الرأسمالية في باكستان. لقد وعد طلاب الجامعات والمعلمون الشباب الذين يتحملون دائما وطأة نظام أيوب خان الديكتاتوري خلال فترة حكمه التي استمرت لعقد من الزمن، بمستقبل أفضل مع فرص تعليمية ووظيفية أفضل.
انضم العديد من أعضاء المجتمع الآخرين الذين شعروا بالظلم والقمع من قبل رقابة الصحافة عليهم والرقابة الشديدة التي يمارسها نظام خان الاستبدادي إلى الحزب الجديد. كما اجتذب بيان الحزب العديد من الأقليات الطائفية في باكستان، الذين انضموا سريعا إلى الحزب. في 26 مارس عام 1969، استقال أيوب خان، بسبب احتجاج الشعب والضغط المستمر، مما أدى إلى فرض الأحكام العرفية على يد القائد العام للجيش الباكستاني العقيد آغا محمد يحيى خان بعد أن وعد بإجراء انتخابات في غضون عامين. خلال هذا الوقت، كثف حزب الشعب دعمه في غرب باكستان، ونظم نفسه واكتسب الدعم من الجماهير الفقيرة في غرب باكستان.

### الانتخابات العامة في عام 1970 وحرب 1971
فرض الرئيس المؤقت يحيى خان الأحكام العرفية وألغي دستور عام 1962. في 31 مارس عام 1970، أعلن الرئيس المؤقت يحيى خان عن أمر الإطار القانوني الذي دعا إلى انتخابات مباشرة لهيئة تشريعية ذات مجلس واحد، فخشي الكثير في الغرب من مطالبة الجناح الشرقي بالحكم الذاتي الإقليمي على مستوى البلاد، وأنشأ مكتب المفتش العام الذي كان الغرض منه هو تأمين الدستور القادم الذي سيكتب بعد الانتخابات بحيث يشمل ضمانات مثل الحفاظ على وحدة أراضي باكستان والأيديولوجية الإسلامية.
قرر حزب الشعب الباكستاني عقد المؤتمر الوطني الخاص به، بسبب التطورات السياسية الأخيرة. أعلن الحزب أن أول مؤتمر سيقام في لاهور في الفترة من 4 إلى 6 أبريل عام 1969، لكن تم إلغاؤه بسبب فرض الأحكام العرفية.
من 1 إلى 3 يوليو عام 1970، عقد المؤتمر الوطني الأول في السند.
في هذا المؤتمر وجد رأيان مختلفان حول المشاركة في الانتخابات العامة الباكستانية لعام 1970. تجادل البعض في أن لا يحق للأحزاب المشاركة في الانتخابات، لتجنب أسلوب التمرد الثوري لتولي السلطة وشدد آخرون على المشاركة في الديمقراطية البرلمانية. في النهاية تم اتخاذ قرار المشاركة في الانتخابات بالإجماع. في 4 يناير عام 1970، أطلق ذو الفقار حملته الانتخابية من خلال إلقاء كلمة في اجتماع عام في منتزه كراتشي وعقد اجتماعات عامة في حديقة لياقات باغ و خيبر بختونخوا في روالبندي.
منطق ذو الفقار الاشتراكي هو الطعام القماش والمأوى والسلطة لكل الشعب، مما زاد من شعبية الحزب والشهرة التي ظهرت لبوتو وحزب الشعب. بحلول السبعينيات، أصبح حزب الشعب الباكستاني أكبر كيان اشتراكي وديمقراطي قيادي وأكثر الأحزاب نفوذا في البلاد. نشر الحزب أفكاره في صحف مثل النصرات وفتح والمساواة. خلال الانتخابات البرلمانية عام 1970، تنافس حزب الشعب بقوة كاملة، وتغلب على الجماعات اليمينية المتطرفة وقوى يمين الوسط في غرب باكستان، لكنه هزم بشكل حاسم من قبل حزب عوامي الديمقراطية الليبرالي في الشرق بباكستان. أثناء الحملة الانتخابية، أثار فلاسفة الحزب اليساريون البارزون والمفكرون الشيوعيون، مثل مالك معراج، وجيه إيه رحيم، ومراج محمد، ومباشير حسن، غضبا كبيرا بشأن العديد من القضايا السياسية.
نشأت التوترات مع رابطة الشعوب والشيخ مجيب الرحمن، وزادت الخلافات الأيديولوجية من الكراهية تجاه بعضهم البعض. وصل الوضع إلى ذروته في عام 1970 حيث حصل حزب عوامي على 160 مقعدا من أصل 300 حيث فاز حزب الشعب بـ 81 مقعدا من 138 مقعدا مخصصة لغرب باكستان في الجمعية الوطنية.
أعلنت النتائج عن فوز حزب عوامي ودخل في تشكيل الحكومة، وفوز بوتو، زعيم حزب الشعب الباكستاني في الجهة اليسرى، والسماح لرحمن بتوليه رئيس وزراء باكستان، واقترح فكرة وجود رئيسين للوزراء، واحد لكل جناح. غضبت الجهة الشرقية من ذلك الاقتراح، بالإضافة إلى الغضب من الابتكار الدستوري ( مخطط الوحدة الواحدة ). كما رفض بوتو قبول النقاط الست لرحمن. في 3 مارس عام 1971، التقى قائد الجهتين جنبا إلى جنب مع الرئيس يحيى خان في دكا لتقرير مصير البلاد. بعد أن لم تؤدي مناقشاتهم إلى نتائج ترضي الطرفين. خشي بوتو من الحرب الأهلية، لذلك أرسل رفيقه الذي يثق به، مبشر حسن لمقابلة مجيب الرحمن. تم نقل الرسالة، لكن قرر الرحمن مقابلة بوتو. عند وصوله، التقى الرحمن ببوتو واتفق كلاهما على تشكيل حكومة ائتلافية مع الرحمن كرئيس للوزراء وبوتو كرئيسة.
لم يكن الجيش على علم بهذه التطورات، وزاد بوتو من ضغوطه على الرحمن للوصول إلى القرار المناسب. هذا الوضع أدى إلى الاختلاف بين الجهتين وتباعد بينهم، بعد وقت قصير من بدء العمل العسكري.
انتقد بوتو وحزب الشعب سوء تعامل يحيى خان مع الموقف، أدى هذا النقد إلى اعتقال بوتو وأعضاء حزب الشعب الذين احتجزوا مع مجيب الرحمن في سجن أديالا سيئ السمعة. وتبع ذلك تدخل الهند الذي أدى إلى هزيمة مريرة للقوات المسلحة الباكستانية وباكستان نفسها، بعد أن اكتسب شرق باكستان الزخم وأصبح بنغلاديش في عام 1971.

### سياسة ما بعد الحرب
في عام 1971، بعد هزيمة باكستان على يد الهند في الحرب الهندية الباكستانية، أضطر الجنرال يحيى خان إلى الاستقالة. في 20 ديسمبر، تم نقل بوتو إلى منزل الرئيس في روالبندي، حيث تولى منصبين من يحيى خان، أحدهما رئيس باكستان والآخر كان أول رئيس مدني يدير الأحكام العرفية. في هذا الوقت كانت باكستان مفككة. في الوقت الذي تولى فيه بوتو السيطرة على ما تبقى من باكستان، كانت باكستان معزولة تماما وغاضبة ومحبطة.
بعد أن أصبح بوتو الرئيس، قال في أول بيان له لمراسلي وسائل الإعلام الأجنبية:
دعونا ننسى الماضي، لقد ارتكبنا أخطاء فادحة وباكستان في حالة فوضى، وأسوأ أزمة في تاريخنا، لكن الصحافة الغربية وجهت إلينا اتهاما رهيبا، وأطلب منكم الآن أن ننزل بظهورنا كي نرتب منزلنا.

### عهد بوتو
تعهد بوتو ببناء باكستان مجددا ووعد بالرد على الهند. في 2 يناير عام 1972، أعلن بوتو تأميم جميع الصناعات الرئيسية، بما في ذلك الحديد والصلب، والهندسة الثقيلة، والكهرباء الثقيلة، والبتروكيماويات، والأسمنت والمرافق العامة.
تم الإعلان عن سياسة عمالية جديدة تزيد من حقوق العمال وقوة النقابات العمالية. فقد أعلن بوتو عن إصلاح أكثر من مليون فدان تحت ملكية وسيطرة الحكومة لتوزيعها على الفلاحين المعدمين. تم فصل أكثر من 2000 موظف حكومي بتهمة الفساد.
تفاوض بنجاح على عودة 93000 أسير حرب والتسوية مع الهند. أسس المجتمع العلمي لجعل باكستان قوة نووية، وأذن بمشروع القنبلة الذرية كجزء من الردع النووي في يناير 1972. وأصدر دستور 1973 لباكستان على طريق جمهورية برلمانية. في الميزانية الأولى لـشركة القطاع العام والخاص لعام 1972، تم تأميم الصحة والتعليم وتم تخصيص 42.3٪ من إجمالي الميزانية للصحة والتعليم.
في 10 أبريل 1973، وافقت الجمعية الوطنية الباكستانية على دستور باكستان لعام 1973. في 14 أغسطس 1973، بدأ تنفيذ الدستور. وهو نفس اليوم الذي أدى فيه بوتو اليمين كرئيس وزراء باكستان. حاول بوتو الشروع في إصلاحات مختلفة مثل نقل شبكة المدارس إلى الأحياء الفقيرة والقرى الصغيرة، وإنشاء مرافق صحية أساسية، وإصلاح الأراضي ومخططات الإسكان وما إلى ذلك. في سبعينيات القرن الماضي، أدى الركود الاقتصادي العالمي والأزمة النفطية في عام 1974 إلى تفاقم أزمة الاقتصاد الباكستاني. أدى فشل الإصلاحات إلى ارتفاع التضخم، وزيادة الأزمة، مما أدى إلى خيبة أمل الجماهير.  تم رفض خطابات الاعتماد الخاصة بالدولة في البنوك الأجنبية وشوهد تدفق رأس المال الهائل في باكستان.  كتب الدكتور مبشر حسن، وزير المالية آنذاك، في مذكرة إلى جميع الوزراء والمساعدين ورؤساء وزراء المحافظات والمحافظين.
نحن في المنصب منذ أكثر من ستة أشهر. لقد تم اتخاذ العديد من القرارات ولكن الفجوة المتزايدة في التنفيذ أصبحت واضحة. بمجرد أن تبدأ فجوة التنفيذ، يبدأ التراجع. لقد جئنا لإلغاء الوضع الراهن البغيض ولكن الوضع الراهن حاضر للغاية.
في الأشهر الأولى من عام 1972، كثف العمال مطالبهم، وانغمست الدولة في عمليات تطويق الصناعات. في ظل هذه الظروف، والاضطرابات العمالية في كراتشي، ظهرت محكمة يقودها العمال برئاسة عبد الرحمن في كوت لاخبات في نفس العام.
رغم أن بوتو أدخل قوانين عمل لرعاية العمال وأسرهم، لكن التشريع الواقعي في ذلك الوقت كان السبب الحقيقي للضرر الذي لحق بالحركة العمالية والنقابية.
نجح بوتو في التفاوض مع الصين وتكوين علاقات جيدة معها خلال زيارته إلى بكين على مساعدات بقيمة 300 مليون دولار لباكستان، بالإضافة إلي شطب قروض التي تزيد عن 110 مليون دولار.
في 22 فبراير عام 1974، استضافت باكستان تحت قيادة بوتو جميع قادة العالم الإسلامي في قمة منظمة التعاون الإسلامي في لاهور وكانت هذه أول مرة يجتمع فيها رؤساء العالم الإسلامي.
في نفس العام ظهرت قضايا خطيرة داخل صفوف حزب الشعب الباكستاني، عندما قرر بوتو توسيع أنشطة المؤسسة في الحكومة لمراقبة خصومه. بعد تطهير النشطاء اليساريين من الرتب الحزبية مثل مالك معراج خالد، وماركسي ووزير قانون، استقال الدكتور معاشر حسن. كما اجتذب الخطاب الاشتراكي لحزب الشعب الباكستاني معارضة شرسة من الأحزاب الإسلامية اليمينية، وافق بوتو على مطلب المعارضة الملتهب تحت ضغط من الجماعات الدينية.
في سبتمبر عام 1974، تم الإعلان عن الطائفة الأحمدية كأقلية غير مسلمة، من خلال التعديل الدستوري.
عملية السبعينيات في بلوشستان، هي حلقة مأساوية أخرى من نظام حزب الشعب الباكستاني، عندما أمر بوتو الجيش في مقاطعة بلوشستان بالقيام بعملية ضد الحكومة المنتخبة لحزب عوامي الوطني.
في عام 1977، أجريت الانتخابات العامة الباكستانية التي حصل فيها حزب الشعب الباكستاني على الأغلبية. سرعان ما بدأت الأحزاب المعارضة بقيادة السلطة الوطنية الفلسطينية بالمظاهرات بدعوى وجود تزوير في الانتخابات.
 كما وصفت المعارضة بوتو بأنه كافر ومدمن للكحول وقررت أنهم إذا وصلوا إلى السلطة فسوف يقضون عليه. لكن رد بوتو فقال نعم إنني أشرب، لكني لا أشرب دماء الشعب. على الرغم من أن بوتو قد حظر الكحول بشكل انتقائي في عام 1974. في ذروة الحركة، عرض بوتو إجراء انتخابات في نوفمبر 1977 وعرض الوزارات على السلطة الوطنية الفلسطينية.
لكن بوتو وحزب الشعب فشلا في التحالف مع الحزب الوطني الباكستاني، مما أدى إلى العصيان المدني ضد حزب الشعب، لذلك أجريت انتخابات أخرى في عام 1977، التي أسفرت عن أول فوز برلماني لحزب الشعب. زعمت أحزاب المعارضة أن الانتخابات تم تزويرها بشكل كبير من قبل حزب الشعب الباكستاني.
تصاعدت التوترات بالرغم من الاتفاق الذي تم التوصل إليه بين المعارضة وحزب الشعب الباكستاني، تم فرض الأحكام العرفية في البلاد من قبل رئيس أركان الجيش العقيد ضياء الحق في عام 1977. كانت أسوأ أيام حزب الشعب الباكستاني من عام 1977 إلى عام 1979، حيث أشعل النظام العسكري العناني القمع الوحشي ضد الحزب.
في أبريل عام 1979، بعد محاكمة مثيرة للجدل أصبح بوتو مذنبا لقتله خصم سياسي، وتم إعدامه شنقا.
في عام 1982، تم انتخاب ابنته بينظير بوتو رئيسة لحزب الشعب الباكستاني. 
بدأ حزب الشعب في استعادة الديمقراطية التي كان الحزب عليها، في واحدة من أعظم الحركات الديمقراطية اللاعنفية في العالم ضد دكتاتورية الجنرال ضياء الحق.
في عام 1988، عاد حزب الشعب الباكستاني إلى السلطة بعد فوزه بالانتخابات العامة في هذا العام، وأصبحت بينظير بوتو أول رئيسة وزراء لدولة إسلامية في باكستان.
في عام 1990، تم إقالة حكومة حزب الشعب بسبب الركود الاقتصادي والقضايا المتعلقة بالأمن القومي والتأميم. قاطعت بينظير وحزب الشعب الانتخابات العامة التي أجريت عام 1990، وشكلت حزبا معارضا رائدا لأول مرة منذ إنشاء حزب الشعب الباكستاني في عام 1967.
في عام 1993، عاد حزب الشعب إلى السلطة في الانتخابات العامة في ذلك العام بالأغلبية، وشكل تحالفا مع الجماعة الإسلامية المشتركة. لكن أثناء حكم الحزب، انقسمت الفصائل الداخلية للحزب إلى ثلاث مجموعات أيديولوجية رئيسية:
البوتو، والبرلمانيون، والشيرباوية، وأصبحت مجموعات بوتو هي الأكثر نفوذا وقوة في السند. أدت المعارضة الداخلية وعدم الموافقة على سياسة بينظير بوتو من قبل شقيقها مرتضى بوتو إلى حدوث صدع في العلاقات بينهما، وأخيرا في عام 1996، اغتيل مرتضى بوتو.
أدت وفاة مرتضى بوتو إلى لغز لم يتم حله ولم يتم الرد عليه بعد، لكن موته أدى إلى آثار كارثية على حزب الشعب الباكستاني الذي أقيل حكومته من قبل الرئيس المنتخب لحزب فاروق ليغاهري في سبتمبر 1996. منذ أن تم اغتيال بوتو عام 1996، عانى حزب الشعب مع الفصائل الداخلية الرئيسية، التي عارضته عندما تحولت بينظير بوتو فجأة إلى اقتصاد يمين الوسط.
يواجه حزب الشعب، حتى اليوم انتقادات داخلية مارقة لتوجيهات حزب الشعب ومشاركة زرداري السياسية في العديد من أيديولوجية الحزب، مما أدى إلى نفور العديد من الأحزاب الأخرى وعدم الانضمام إليها.

### التاريخ الحديث

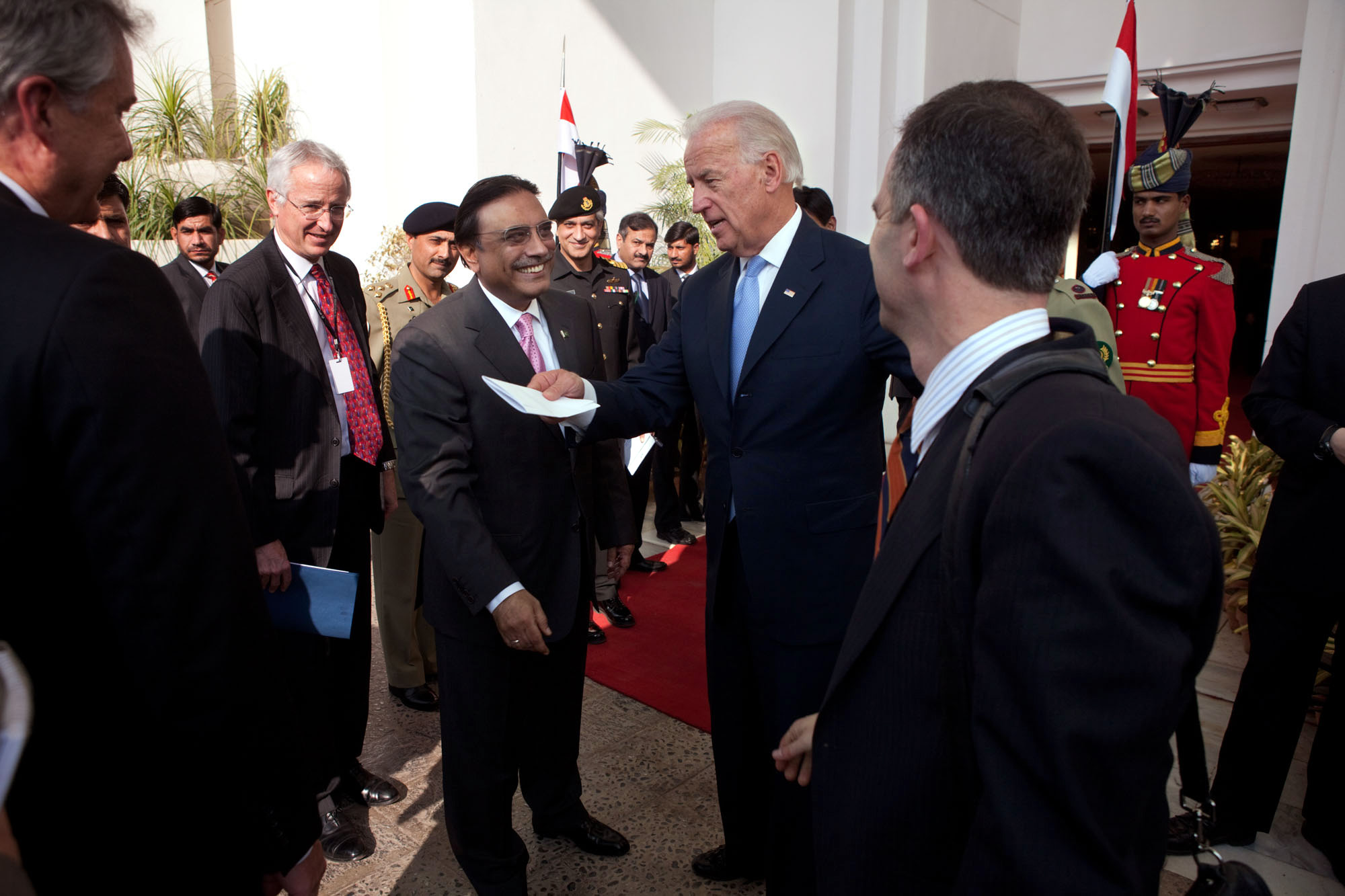
نائب الرئيس الأمريكي آنذاك ورئيس الولايات المتحدة الحالي وزعيم الحزب الديمقراطي جو بايدن يلتقي مع القيادة المتكاملة لحزب الشعب الباكستاني في إسلام أباد، عام 2011

في 27 ديسمبر عام 2007، تم اغتيال بينظير بوتو، وأجلت الانتخابات البرلمانية لعام 2008 التي كان من المقرر إجراؤها من يناير إلى 18 فبراير. حقق حزب الشعب الباكستاني انتصارا كبيرا بين جميع الأحزاب السياسية، واكتسب عدد كبير من المقاعد العامة، 121 من جميع المقاطعات في البرلمان، بينما جاء يمين الوسط أوالرابطة الإسلامية الباكستانية في المرتبة الثانية، حيث تمكن من تأمين 91 مقعدا من جميع أنحاء البلاد.
في عام 2008، أعلن الرئيس المشارك آصف علي زرداري إنهاء الديكتاتورية الرابعة عندما قال:
كانت باكستان في طريقها للتخلص الديكتاتوريات إلى الأبد.
وناشد زعيم الرابطة الإسلامية الباكستانية رئيس الوزراء الباكستاني السابق نواز شريف، لتشكيل ائتلاف يسيطر على أكثر من نصف مقاعد البرلمان الباكستاني البالغ 342 مقعدا.
في 9 مارس 2008، أثناء مؤتمر صحفي عقد في موري بالبنجاب، وقع المحافظون تحت قيادة نواز شريف والاشتراكيون تحت قيادة آصف علي زرداري رسميا على اتفاقية تشكيل الحكومة الائتلافية. جاء الإعلان المشترك الذي حمل عنوان إعلان قمة حزب الشعب الباكستاني وحزب الرابطة الإسلامية الباكستانية، الذي اتفق فيه الطرفان على إعادة القضاة الذين عزلوا أثناء قانون الطوارئ الذي فرضه الجنرال برويز مشرف في 3 نوفمبر عام 2007، في غضون 30 يوما بعد تشكيل الحكومة الفيدرالية الجديدة.
في 28 مارس، عين حزب الشعب يوسف رضا جيلاني لمنصب رئيس الوزراء وشكل حكومة ائتلافية مع الرابطة الإسلامية الباكستانية في البنجاب، وحزب عوامي الوطني في خيبر باختونخوا، والجوي في بلوشستان، وحركة قاومي في السند.
بينما طالب حزب الشعب بالولاية الحصرية في جيلجيت بالتستان وكشمير. ومع ذلك، تم انتهاك هذه المعاهدة في وقت لاحق من قبل حكومة حزب الشعب الباكستاني، وانسحب حزب الرابطة الإسلامية الباكستانية والحكومة الفيدرالية من الائتلاف.
في 5 سبتمبر 2008، رشح حزب الشعب رئيسه المشارك ورئيس اللجنة التنفيذية المركزية، آصف علي زرداري للانتخابات الرئاسية المقبلة. حصل زرداري على 481 مقعدا من أصل 700 مقعد من الهيئة الانتخابية الباكستانية، وفاز في الانتخابات الرئاسية الباكستانية. في أبريل عام 2010، تنازل الرئيس زرداري طواعية عن سلطاته السياسية والرئاسية لرئيس الوزراء جيلاني، ومن خلال التعديل الثامن عشر إلى دستور باكستان، نقل زرداري سلطة الحكومة والتعيينات السياسية، وصلاحيات ممارسة سلطة الحكومة لرئيس الوزراء جيلاني كجزء من طريق البلاد نحو الديمقراطية البرلمانية. على الرغم من قلة شعبية جيلاني، فقد تمكن من الحفاظ على بنك تصويت كبير في السند وجنوب البنجاب.
على الجبهة الوطنية، تتنافس حاليا ضد باكستان حركة إنصاف والرابطة الإسلامية الباكستانية.
في 22 يونيو 2012، رشح حزب الشعب الباكستاني رجا برفيز أشرف ليكون رئيس وزراء باكستان الجديد.
اعتبارا من عام 2017، وفقا لمجلة الإيكونومست، أصبح الحزب ليس له صلة بأي شيء خارج إقليم السند."

## التاريخ الانتخابي

### انتخابات الجمعية الوطنية
| عام الانتخاب | رئيس الحزب                                                                                                  | الأصوات    | %              | المقاعد   | +/–  | الحكومة                      |
| ------------ | --- | ---------- | -------------- | --------- | ---- | ---------------------------- |
| 1970         | ذو الفقار علي بوتو                                                                                          | 6,148,923  | 39.1%          | 81 / 131  | ▲ 81 | الحكومة                      |
| 1977         | ذو الفقار علي بوتو                                                                                          | 10,148,040 | 60.1%          | 155 / 200 | ▲ 74 | انقلاب 5 يوليو 1977 بباكستان |
| 1985         | نصرت بوتو                                                                                                   | –          | لم يحدث انتخاب | –         |      | –                            |
| 1988         | بينظير بوتو                                                                                                 | 7,546,561  | 38.5%          | 94 / 207  | ▲ 94 | الحكومة                      |
| 1990         | بينظير بوتو                                                                                                 | 7,795,218  | 36.8%          | 44 / 207  | ▼ 50 | المعارضة                     |
| 1993         | بينظير بوتو                                                                                                 | 7,578,635  | 37.9%          | 89 / 207  | ▲ 45 | الحكومة                      |
| 1997         | بينظير بوتو                                                                                                 | 4,152,209  | 21.8%          | 18 / 207  | ▼ 71 | المعارضة                     |
| 2002         | أمين فهيم                                                                                                   | 7,616,033  | 26.05%         | 81 / 342  | ▲ 63 | المعارضة                     |
| 2008         | بينظير بوتو (اغتيلت أثناء حملته الانتخابية) يوسف رضا الكيلاني (رئيس الوزراء) راجه برويز أشرف (رئيس الوزراء) | 10,666,548 | 30.79%         | 119 / 342 | ▲ 38 | الحكومة                      |
| 2013         | آصف علي زرداري                                                                                              | 6,911,218  | 15.32%         | 42 / 342  | ▼ 76 | المعارضة                     |
| 2018         | بيلاوال بوتو زارداري                                                                                        | 6,924,356  | 13.03%         | 55 / 342  | ▲ 12 | المعارضة                     |

## قيادة بارزة
حضر أول مؤتمر اشتراكي للحزب 67 شخص من المفكرين اليساريين البارزين الذين عينوا بوتو أول رئيس ومؤسس لحزب الشعب الباكستاني.
بعد إعدام بوتو مباشرة سلمت قيادة الحزب إلى السيدة نصرت بوتو زوجته، وشغلت هذا المنصب في أوائل الثمانينيات.
في عام 1982، حصلت نصرت بوتو على إذن بمغادرة باكستان بعد أن أصيبت بالسرطان، لتتلقى العلاج الطبي وستظل خارج البلاد لعدة سنوات.
في ذلك الوقت أصبحت بينظير ابنه بوتو هي رئيسة الحزب بالنيابة عن والدتها، بينما ظلت نصرت هي الرئيسة الفعلية للحزب من الناحية القانونية حتى عام 1983.
بحلول يناير عام 1984، تمت الإشارة إلى بينظير كرئيسة للحزب، وبالتالي حصلت على التعيين القانوني من قبل القيادة العليا للجنة التنفيذية المركزية في المؤتمر الذي عقد في عام 1984.
تم انتخاب بينظير كرئيسة للحزب مدى الحياة، وبالفعل ظلت حتى تم اغتيالها في 27 ديسمبر 2007. في 30 ديسمبر 2007، تم تعيين ابنها بيلاوال بوتو زرداري البالغ من العمر تسعة عشر عاما ووالده آصف علي زرداري كرئيسان مشتركان للحزب بعد اغتيال بينظير بوتو.

### قائمة رؤساء الحزب
| م. | رئيس الوزراء       | العام     | مدة الحكم              | الانتخابات الرئاسية               |
| -- | ------------------ | --------- | ---------------------- | --------------------------------- |
| 1  | ذو الفقار علي بوتو | 1971–1973 | عام، 7 شهور، 25 يوم    | 20 ديسمبر 1971                    |
| 2  | فضل إلهي شودري     | 1973–1978 | 5 أعوام، 1 شهر، 3 أيام | 14 أغسطس 1973                     |
| 3  | فاروق ليغاري       | 1993–1997 | 4 أعوام، 1 شهر، 19 يوم | 14 نوفمبر 1993                    |
| 4  | آصف علي زرداري     | 2008–2013 | 5 أعوام                | انتخابات الرئاسة الباكستانية 2008 |

### قائمة رؤساء وزراء الحزب
| م. | رئيس الوزراء       | العام                | مدة الحكم                | الانتخابات                                 |
| -- | ------------------ | -------------------- | ------------------------ | ------------------------------------------ |
| 1  | ذو الفقار علي بوتو | 1973–1977            | 3 أعوام، 10 شهور، 21 يوم | 1973                                       |
| 2  | بنظير بوتو         | 1988–1990; 1993–1996 | 4 أعوام، 8 شهور، 21 يوم  | 1988، 1993                                 |
| 3  | يوسف رضا الكيلاني  | 2008–2012            | 4 أعوام، 2 شهر، 25 يوم   | الانتخابات التشريعية الباكستانية لعام 2008 |
| 4  | يوسف رضا الكيلاني  | 2012–2013            | 9 شهور، 2 يوم            |                                            |

## الهيكل الحالي والتكوين
اللجنة التنفيذية المركزية لحزب الشعب الباكستاني، هي أعلى قيادة للحزب والسلطة الحاكمة عليه، وهي المسؤولة بشكل أساسي عن تعزيز أنشطة الحزب والترويج والحملات الإعلامية وتوزيع الرفاهية والسياسة العامة والأعمال الخاصة بالحزب.
لجنة الانتخابات المركزية هي الهيئة البرلمانية العليا المسؤولة عن وضع الاستراتيجيات والمواقف أثناء وبعد الانتخابات. يترأس لجنة الانتخابات المركزية حاليا آصف علي زرداري،  يساعده نواب الحزب الإضافيين، بما في ذلك جميع أصحاب المناصب الرئيسية بالحزب.
تركز لجنة الانتخابات المركزية على الحملات الانتخابية والاستراتيجية التنظيمية خلال الانتخابات البرلمانية الوطنية، والإشراف على الأعمال الإعلامية، والترويج الأيديولوجي، والسياسة الخارجية. تدار الأشغال العامة وتوزيع الرفاهية من قبل الوحدة البلدية والمستوى الاتحادي، اللذان يشرفان على مثل هذه الأعمال والقانون يمنحهم السلطة.
منظمة شباب حزب الشعب الباكستاني، هي منظمة حزبية يقودها الشباب. تتبع هذه المنظمة الجناح التروتسكي الماركسي المنتسب دوليا إلى التيار الماركسي الأممي.
تبنى إستراتيجية المنظمة على العمل داخل الجناح الطلابي للحزب، أنشئت هذه المنظمة لتحقيق التدريب ومشاركة الأجيال الجديدة في حزب الشعب الباكستاني. بالإضافة إلي أن حزب الشعب الباكستاني هو حزب عسكري نشط في الشارع الباكستاني، بينما ترتبط منظمة شباب حزب الشعب الباكستاني بحزب الشعب ارتباطا مثير للجدل.
لكل مقاطعة وإقليم لجنة مؤقته خاصة به تتكون من الأعضاء المنتخبين وأعضاء لجنة بحكم مناصبهم ينتخبون رؤسائها.
تنشط الحملة من قبل اللجان المحلية في نطاق اختصاصاتها، وتشرف على الاتفاقيات المحلية، وعلى الانتخابات التمهيدية والمؤتمرات الحزبية، وقد يكون لها دور في وضع المرشحين في المناصب المنتخبة بموجب قانون الولاية.
تطلب سياسات الإدارة والحملات والحزب الحصول على إذن كامل من الرئيس المشارك للجنة الانتخابات المركزية ونواب الرئيس.

### أيديولوجيا
عند بداية تكوين حزب الشعب الباكستاني، اجتمع العديد من الشيوعيين البارزين من الحزب الشيوعي والاشتراكي المنحل لتشكيل حزب الشعب الباكستاني في عام 1967، بانتخاب بوتو أول رئيس للحزب.
ظل برنامج حزب الشعب الباكستاني أكثر نجاحا وتكاملا في المجتمع المدني من الحزب الشيوعي.
في ذلك الوقت كان حزب الشعب الباكستاني من أبرز الأحزاب المؤيدة للاشتراكية الديموقراطية، لصالح المبادئ الاشتراكية شبه العلمانية وشبه الإسلامية.
تاريخيا فضل حزب الشعب المزارعين المستقرين ماديا والنقابات العمالية الصناعية والطبقة الوسطى. رفض حزب الشعب سياسات اليسار المتطرف، ودعم الأعمال التجارية والتمويل، ورفض تدخل الرأسمالية، وبعد ذلك لم يعد ينظر إليه على نطاق واسع على أنه حزب اشتراكي أو ديمقراطي اجتماعي، حيث ارتفعت سياساته الاقتصادية بشكل كبير إلى يميني، يتبنى النيوليبرالية الاقتصادية والرأسمالية غير المقيدة وخصخصة المؤسسات المملوكة ملكية عامة، ويفضل الضرائب الجزئية على الدخل.
على الرغم من أن أفكار الحزب كانت ديمقراطية اشتراكية، إلا أنه لم يتحالف فعليا مع الاتحاد السوفيتي، وظل الحزب الشيوعي الباكستاني أحد منافسيه الرئيسيين. تعرض حزب الشعب لانتقادات من قبل مختلف الاشتراكيين مثل فهد رضوان الذي اتهم حزب الشعب بالانتهازية. في الآونة الأخيرة، تبنى حزب الشعب سياسات الخصخصة والتأميم على نطاق صغير، مع أجندة اقتصادية وسطية وتقدم اجتماعي.
تشمل المبادئ الأساسية المكرسة للشراكة بين القطاعين العام والخاص:
الإسلام كعقيدة للدين والديموقراطية هي سياستنا والاشتراكية هي اقتصادنا والسلطة لكل الشعب.

### القضايا المتعلقة بالسياسة الخارجية
كان كل من الصين وروسيا وإيران مؤيدين مركزيين أقوياء لسياسة الحزب الخارجية.
في عهد بوتو، وثقت باكستان العلاقات مع الصين وإيران والاتحاد السوفيتي، لكن عندما تولت بينظير بوتو رئاسة الحزب عدلت السياسة الخارجية وتحولت إلى سياسات يمين الوسط، ثم قامت بينظير بوتو بتولي المحافظ نوار شريف على سياسات الخصخصة، من أجل تأمين التمويل من الولايات المتحدة والبنك الدولي، لكنها قابلت معارضة شديدة من داخل الحزب.
في عهد رئيس الوزراء السابق يوسف رضا جيلاني، دفع حزب الشعب سياسته الخارجية تجاه روسيا حيث تدهورت علاقة الحزب بالولايات المتحدة في عام 2010.
في سبعينيات القرن الماضي، واجه حزب الشعب الباكستاني حرب باردة سرية مع الولايات المتحدة، لكن تحولت الحرب بعد ذلك إلي انقلاب مدعوم من الولايات المتحدة في عام 1977.
طوال فترة الثمانينيات، تضررت مصداقية الحزب من قبل الولايات المتحدة بسبب إفساد جهود الحزب وإسنادها التنظيمي في المناطق الكثيفة من البلاد.

### الأكاديميا
يرجع الفضل في إطلاق مشروع القنبلة الذرية في عام 1972،
إلى حزب الشعب الباكستاني عندما كان يترأسه بوتو.
أقيمت احتفالات عامة في يوم التكبير لإحياء ذكرى الخدمات السياسية لذو الفقار علي بوتو الذي أسس البرنامج.
في عام 1976، تخرج مرتضى بوتو من جامعة هارفارد، في نفس العام خرج بوتو بأطروحته التي كانت تحت عنوان القليل من الانسجام. أدت هذه الأطروحة إلي انتشار الأسلحة النووية بشكل عام ، وانعكاس الأسلحة النووية الهندية على باكستان بشكل خاص.
التحق مرتضى بكلية كرايست تشيرش في أكسفورد، الجامعة الذي تخرج منها والده، في دورة دراسية مدتها ثلاث سنوات للقراءة للحصول على درجة الماجستير.
قدم بوتو أطروحة الماجستير، التي تحتوي على عمل جدلي واسع حول الدراسات الاستراتيجية النووية، حيث دعا باكستان إلى تطوير برنامج الردع النووي لمواجهة البرنامج النووي الهندي.
أنتج حزب الشعب الباكستاني علماء إنتاج تحولوا بعد ذلك إلى تكنوقراط، مثل فرحة الله بابار ومبشر حسن، وعدد آخر من كبار العلماء الأكاديميين الذين لعبوا دورا في صنع القنبلة الذرية. قدم عضو حزب الشعب دعمه العلني لعبد القدير خان الذي أجبر على حضور جلسات استجواب الجيش للجنرال برويز مشرف في 2004.
في أغسطس عام 2012، بعد سنوات من الإهمال، عاد حزب الشعب وترأسه منير أحمد خان وحصل على وسام نيشان الامتياز، وهو أعلى وسام رسمي، كمبادرة لإعادة التأهيل السياسي. وقد قدم الرئيس آصف علي زرداري التكريم علنا في احتفال عام.
في عهد بينظير بوتو، في عامي 1995-1996، افتتح حزب الشعب مراكز محو الأمية الحاسوبية لتزويد الجمهور بإمكانية الوصول إلى أجهزة الكمبيوتر والتكنولوجيا.
في عام 1990، أطلقت باكستان أول قمر صناعي يطلق من دولة إسلامية، الذي عرف باسم بدر الأول، كما أنهم مسؤولون عن إنشاء ورعاية وتمويل برامج الصواريخ، مثل غوري وشاهين في التسعينيات.
في عام 1973، أسس الحزب مؤسسة العلوم الباكستانية، وساعدوا في إنشاء الأكاديمية الباكستانية للآداب في عام 1976.
في عام 1996، أنشأت بينظير بوتو جامعة الشهيد علي بوتو في كراتشي لتصبح مؤسسة رائدة في العلوم والتكنولوجيا، وعينت الأكاديمي المعروف عالميا الدكتور جافيد لاغاري كأول رئيس لها، والذي تم انتخابه لاحقا ليصبح عضوا في مجلس الشيوخ في السند على مقعد تكنوقراطي وفي النهاية رئيس للجنة التعليم العالي و رائد ثورة إصلاحات في التعليم العالي في جنوب آسيا.

## التحديات والخلافات

### ترك اليسار
منذ تسعينيات القرن الماضي، وحزب الشعب الباكستاني يتعرض لانتقادات شديدة حتى من داخل الحزب نفسه، ومن اليساريين الآخرين في البلاد، بسبب اتهامه بالفساد على نطاق واسع.
أكد اليساري البارز، نديم باراشا، أنه منذ عام 1977 تحول بيان حزب الشعب إلى برنامج يمين الوسط، ولم تذكر كلمة اشتراكية في بيان حزب الشعب الباكستاني في الانتخابات البرلمانية عام 1977.
خلال الفترة 1973-1975، تم تطهير الطرفين اليساريين المتطرفين والشيوعيين الراديكاليين لحزب الشعب بقيادة ميراج خالد والأطراف الماوية تحت قيادة خالد سيد من قبل حزب الشعب لضمان الدعم السياسي للأمراء الإقطاعيين في السند ونخبة البنجاب، زعم باراشا أن حزب الشعب ترك اليسار.
لاحظ الصحفي اليساري البارز مهدي حسن أن حزب الشعب أصبح حزبا غير علماني، مشيرا إلى دعمه لإعلان الطائفة الأحمدية غير المسلمة من خلال التعديل الدستوري الثاني، وحظر من تعاطي الخمور، وإعلانه يوم الجمعة عطلة لكسب تأييد العناصر الدينية.

### قضية كشمير
في 19 سبتمبر عام 2014، قاد رئيس حزب الشعب الباكستاني بيلاوال بوتو زرداري مؤتمرا صحفيا في ملتان بالبنجاب حيث نقل عن حزب الشعب الباكستاني أنه سيستعيد كشمير بأكملها إلي باكستان.
وأكد بوتو في الجزء الأخير من خطابه سأستعيد كشمير كلها، ولن أترك ورائي شبرا واحدا منها لأنها مثل باقي المقاطعات، فهي ملك لباكستان. وتعهد بمواصلة دعم حرية كشمير وبالنضال أخلاقيا ودبلوماسيا.

### المعارضة الداخلية والفئوية
منذ تسعينيات القرن الماضي، انتشر الشقاق داخل الحزب عندما عاد مرتضى بوتو إلى باكستان. بالإضافة إلى فلسفة بينظير ووآصف علي زرداري السياسية التي تسببت في تخمير الحزب، انقسم مرتضى بوتو وشكل أكثر قوة نحو فصيل اليسار، في بوتويست في عام 1995.
في عام 1999، عندما واجه الحزب بينظير، انفصل أفتاب شيرباوي عن الحزب وشكل حزب الشعب الباكستاني (شيرباوي)، وهو حزب إصلاحي أكثر له أجندة تحررية.
استمرت الفصائل إلى عام 2011 عندما أقال حزب الشعب الباكستاني محمود قريشي بسبب حادثة ريموند ديفيس في لاهور. انشق قريشي لاحقا إلى حزب تحريك أنصاف باكستان. كما استقال الزعيم اليساري مالك علي خان، من حزب الشعب قائلا إنه لا يتفق مع الطريقة التي يقود بها الرئيس زرداري الحزب خاصة فيما يتعلق بالتحالف مع حزب الرابطة الإسلامية يمين الوسط والسياسة الخارجية.
في عام 2012، استقال زعيم حزب الشعب الباكستاني ذو النفوذ ذو الفقار ميرزا من الحزب، رغم رفضت بعض أعضاء الحزب لإستقالته، لكن اختلاف الرأي بينه وبين الطريقة التي يقود بها آصف زرداري وسياساته الحزب فيما يتعلق بالتعامل مع الحركة القومية المتحدة الليبرالية في السند هو السبب الرئيسي لإستقالته. شعر السياسيون الاشتراكيون أن الحزب قد ابتعد الآن عن الأفكار الأصلية التي أسسها ذو الفقار علي بوتو في عام 1967.
في عام 2014، شكل صفدار علي عباسي زعيم حزب العمل، الفصيل العمالي وسط خلاف مع السياسة المالية للحزب.

## مقر الحزب
مقر قيادة الحزب يقع في العاصمة الباكستانية إسلام آباد لكن يعتبر إقليم السند جنوب البلاد المعقل الرئيسي للحزب في حين أن له أنصاراً كُثر في إقليم البنجاب شرق البلاد.